# Stefan Fulst-Blei
Stefan Fulst-Blei (* 7. Juni 1968 in Mannheim) ist ein deutscher Politiker der SPD. Er ist seit 2011 Mitglied des Landtags von Baden-Württemberg.

## Leben und Beruf
Nach der Realschule in Mannheim-Feudenheim absolvierte Stefan Fulst-Blei von 1984 bis 1987 eine Ausbildung zum Bankkaufmann bei der Sparkasse Mannheim. Danach holte er 1990 auf dem zweiten Bildungsweg das Abitur nach. Anschließend studierte er von 1990 bis 1995 Wirtschaftspädagogik und Politikwissenschaft an der Universität Mannheim und von 1994 bis 1995 Betriebswirtschaft am Trinity-College Dublin. 2003 wurde er promoviert.
Beruflich war Fulst-Blei von 1995 bis 2001 als Gewerkschaftssekretär bei der ÖTV und danach als Berufsschullehrer in Mannheim tätig.

## Politik

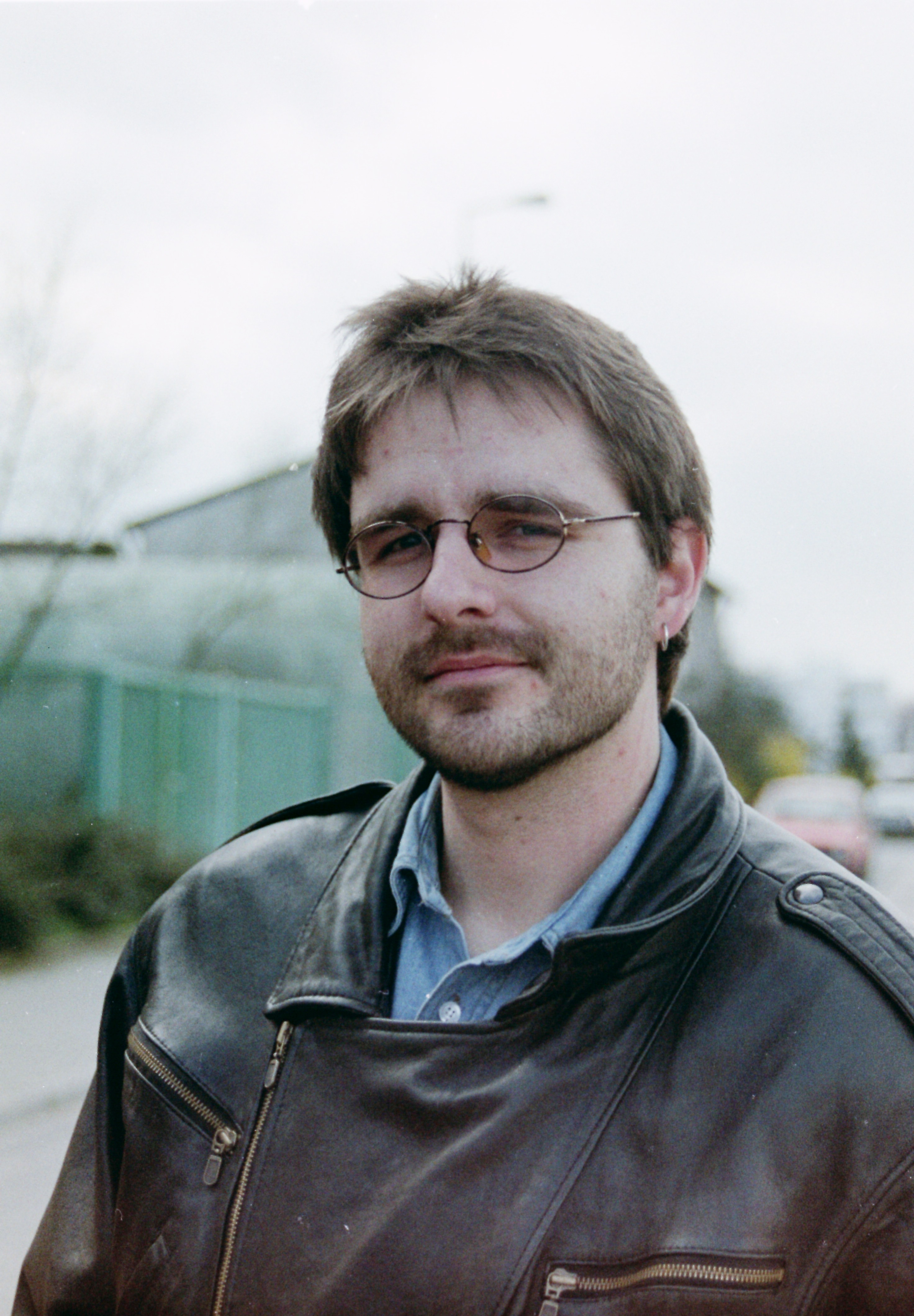
Stefan Fulst-Blei (1993)

Politisch engagierte sich Fulst-Blei von 1992 bis 1994 als Vorsitzender der Mannheimer Jusos. Von 1995 bis 2004 war er Mitglied des Bezirksbeirats von Mannheim-Friedrichsfeld. Von 2004 bis 2013 war er Mitglied des Gemeinderats der Stadt Mannheim, von 2006 bis 2011 als Fraktionsvorsitzender der SPD-Gemeinderatsfraktion. Er initiierte unter anderem das Mannheimer Unterstützungssystem Schule (MAUS), bei dem die Stadt Mannheim für ausgewählte Schulen gesonderten Förderunterricht bezahlt. Hierfür wurde er 2011 mit der SPD-Gemeinderatsfraktion mit dem „Kommunalfuchs“ der Zeitschrift „Demokratische Gemeinde“ ausgezeichnet. Bei der Landtagswahl in Baden-Württemberg 2011 gewann er das Direktmandat im Wahlkreis Mannheim I. Damit gewann er den einzigen Wahlkreis für die SPD in Baden-Württemberg. 2012 wurde er bildungspolitischer Sprecher, von 2013 bis 2016 war er parlamentarischer Geschäftsführer der SPD-Landtagsfraktion. Grundprinzipien aus MAUS flossen auf Vorschlag von Fulst-Blei 2014 in die Ganztagschulgesetzgebung von Baden-Württemberg ein. Mittels der sogenannten „Monetarisierung“ können Ganztagsgrundschulen ein Teil ihrer Lehrerstunden in Gelder für Kooperation mit außerschulischen Partnern umwandeln. Grundlage sind Rahmenverträge des Landes mit über vierzig Organisationen (einschließlich Sport, Kirchen etc.). Die Ganztagsschule soll damit die Möglichkeit haben, sich breit in die Gesellschaft zu öffnen.

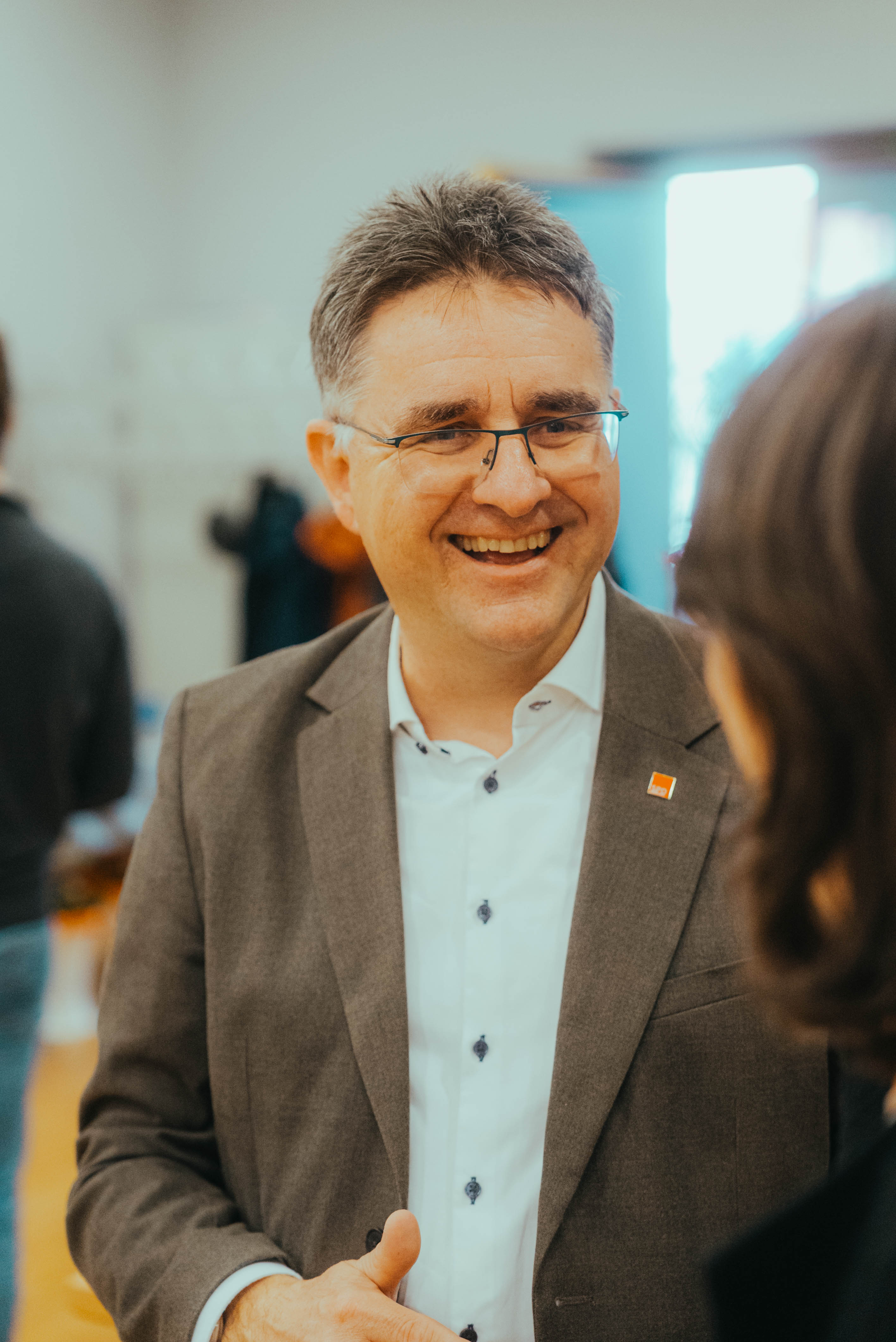
Dr. Stefan Fulst-Blei, 2025

2015/16 ließ er ein Musikvideo unter dem Titel „68 Nord“ für seinen Wahlkreis produzieren. Dieses Projekt, initiiert um auf neuen Wegen an junge Menschen heranzutreten und stolz auf den eigenen Stadtbezirk zu sein, erregte in regionalen Medien Aufmerksamkeit.
Bei der Landtagswahl 2016 erzielte er mit 22,2 Prozent im Wahlkreis Mannheim-Nord das beste SPD-Ergebnis in Baden-Württemberg. Dennoch verlor er das Erstmandat an Rüdiger Klos (AfD) und ist nun über ein Zweitmandat im Landtag.
Seit 2016 ist er einer von vier stellvertretenden Fraktionsvorsitzenden der SPD-Fraktion im Landtag von Baden-Württemberg.
2018 wurde er als Nachfolger von Wolfgang Katzmarek zum neuen Vorsitzenden der SPD Mannheim gewählt.
Bei den Gemeinderatswahlen am 26. Mai 2019 zog er in den Gemeinderat der Stadt Mannheim ein. Er schaffte den Einzug in das Stadtparlament von Listenplatz 47 aus mit dem achtbesten Ergebnis seiner Partei.
Bei der Landtagswahl 2021 erzielte er mit 21,7 Prozent im Wahlkreis Mannheim-Nord erneut das beste SPD-Ergebnis in Baden-Württemberg. Er zog erneut über ein Zweitmandat in den Landtag ein.
Bei den Gemeinderatswahlen am 9. Juni 2024 zog er erneut in den Gemeinderat der Stadt Mannheim ein. Er schaffte den Wiedereinzug in das Stadtparlament von Listenplatz 47 aus mit dem neuntbesten Ergebnis seiner Partei.

## Mitgliedschaften
- Stellv. Vorsitzender des Regionalverbands Mannheim/Rhein-Neckar des Arbeiter-Samariter-Bundes Landesverband Baden-Württemberg e. V. (ASB)[8]
- Vorsitzender des Aufsichtsrats des SV Waldhof Mannheim 07 e. V.[9]
- Mitglied der Gewerkschaft Erziehung und Wissenschaft
- Mitglied des Beirats von PLUS Psychologische Lesben- und Schwulenberatung Rhein-Neckar e. V.

## Privates
Stefan Fulst-Blei ist verheiratet, hat zwei erwachsene Kinder und wohnt in Feudenheim.